# Jovan Rašković

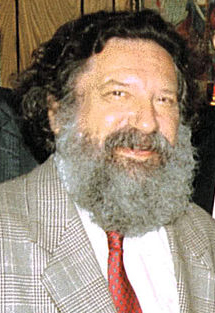
Fotografiado en septiembre de 1990

Jovan Rašković (Knin, 5 de julio de 1929 - Belgrado, 28 de julio de 1992) fue un político y psiquiatra yugoslavo, nacionalista serbio en Croacia.

## Biografía
Nacido en 1929 en la localidad croata de Knin, entonces parte del Reino de los Serbios, Croatas y Eslovenos, se licenció en la Universidad de Zagreb y pasaría a ejercer la psiquiatría, llegando a defender teorías paracientíficas de la etno-psicología de serbios, croatas y bosnios y el efecto en las respectivas «características nacionales», haciendo una lectura de los problemas de serbios y croatas en clave de serbios con complejo de Edipo y croatas con complejo de castración. Fundó en 1990 el Partido Democrático Serbio, destacándose como orador del nacionalismo serbio en las repúblicas de Croacia, Bosnia y Herzegovina y Montenegro.
Su postura en cuanto a la situación de los serbios en Croacia bregaba por una salida democrática al conflicto a través del diálogo y negociaciones. Esta postura era contraria a la de Milan Babić (Kinin. Luego líder de la RSK), más intolerante. Rašković creía que debía haber una autonomía territorial que podía ser dentro de un futuro estado croata. Estaba a favor de las negociaciones con Croacia por lo que fue apartado de su liderazgo político por los sectores más radicalizados de Knin.
Tras las elecciones parlamentarias de 1990 y la elección de Franjo Tuđman como presidente croata, y en una creciente tensión, se reunió en varias ocasiones con este para tratar de salvaguardar el estatus de los serbios en Croacia.
Rašković, que causó baja como líder del partido en 1992, falleció el 28 de julio de 1992 en Belgrado, a los 63 años de edad.